# Benjamin Davis
Benjamin J. "Ben" Davis, né le 8 septembre 1903 et mort le 22 août 1964, était un homme politique afro-américain. Sympathisant du communisme, il fut élu au New York City Council en 1943, en tant que représentant du quartier de Harlem. Après la Seconde Guerre mondiale, il dut faire face à une opposition grandissante en dehors de Harlem, et en 1951, il fut emprisonné pour une durée de cinq ans pour avoir violé le Smith Act. À l'instar d'autres hommes politiques afro-américains comme Adam Clayton Powell Jr., Davis a joué un rôle de premier plan dans le Mouvement des droits civiques et dans la montée progressive de l'influence des populations noires en politique.

## Biographie

### Jeunesse et naissance des convictions
Dans son enfance, Davis vivait dans la ville de Dawson, en Géorgie. Il suivit une partie de sa scolarité au Morehouse College, avant de rejoindre le Amherst College situé dans le Massachusetts pour ses études supérieures. Il fut ensuite diplômé de l'école de droit de l'université de Harvard (Harvard Law School) avant de commencer une brève carrière de journaliste. Il commença ensuite une carrière dans le droit dans sa Géorgie natale.
Davis acquit ses convictions activistes et politiques en défendant un jeune communiste noir de 19 ans, Angelo Herndon, accusé d'avoir violé une loi de l'État de Géorgie interdisant toute “tentative d'organisation d'insurrection”. Selon Davis, Herndon avait simplement tenté de créer un syndicat de fermiers. Durant le procès, Davis fut confronté à une féroce opposition raciste de la part du juge et du public. Il fut alors impressionné par l'éloquence et le courage de Herndon et de ses collègues. Mais son client fut tout de même jugé coupable, puis condamné à une peine de prison de 18 à 20 ans, même s'il fut rapidement libéré après que la loi qui avait engendré sa condamnation fut jugée anticonstitutionnelle.

### Harlem: succès puis débâcle
Davis déménagea pour le quartier de Harlem en 1935, où il travailla comme éditeur du Negro Liberator, et par la suite du journal du parti communiste, le Daily Worker. En 1943, il fut élu au New York City Council selon le mode de scrutin proportionnel en vigueur à l'époque. Il remplaça ainsi Adam Clayton Powell Jr., qui quittait ses fonctions pour la campagne qui allait le mener au Congrès. Davis fut réélu deux fois à son poste, mais en 1949, il fut expulsé après avoir été jugé coupable, selon le Smith Act de vouloir renverser le gouvernement fédéral. Son éviction du Council fut appliquée selon une loi de l'État, avant que ses anciens collègues ne votent une résolution confirmant son départ. Il fit appel contre sa mise en accusation pendant deux ans, en vain.
Après trois ans et quatre mois passés dans la prison fédérale de Terre Haute dans l'Indiana, Davis fut libéré. En prison, il rédigea des notes pour ses Mémoires. Celles-ci furent confisquées par les autorités carcérales, et ne furent pas dévoilées avant sa mort. Ces notes étaient consignées dans une sorte d'autobiographie intitulée Communist Councilman From Harlem (en substance, un membre du Council de Harlem). Dans les années qui suivirent, il s'engagea dans une tournée des campus des colleges et resta actif politiquement, en mettant en valeur un programme de droits civiques et de populisme économique. Il était proche du président du parti communiste, William Z. Foster et un fidèle défenseur de Staline. Il défendit ainsi publiquement l'invasion soviétique de la Hongrie en 1956. Il meurt le 22 août 1964 à l'âge de 60 ans, d'un cancer du poumon.